# Kæmpeskældyr
Kæmpeskældyret (Manis gigantea) er en art af skældyr. Den når en længde på 88 cm med en hale af samme længde og vejer 33 kg. Den er dermed det største skældyr.